# Действительный статский советник
Действи́тельный ста́тский сове́тник — гражданский чин 4-го класса Табели о рангах (1724—1917, Российская империя), давал право на потомственное дворянство. Соответствовал чинам генерал-майора в армии и контр-адмирала во флоте, а также (по 1809 год) — придворному чину камергера. Титуловался «Ваше превосходительство».

## Описание
Лица, имевшие этот чин, занимали должности директоров департамента, губернаторов, градоначальников; реже — товарищей (заместителей) министра. Чин действительного статского советника присваивался послам и посланникам Российской империи. В 1880 году численность лиц, состоящих в чине действительного статского советника, составляла 2040 человек, а к концу 1890-х годов таковых насчитывалось уже 2687 человек.
С середины XIX века чин действительного статского советника входил в 1-ю из четырёх групп (с 1-го по 5-й класс), которая объединяла представителей чиновничества, определявших курс политики государства. Представители этого чина имели высокие должностные оклады (350 рублей в месяц). Патриарх Алексий I рассказывал такой анекдот:

Отпевают одного высокого чиновника. Диакон молится: «…об упокоении раба Божия…» — а кто-то в толпе говорит: «Какой же он „раб Божий“, если он — действительный статский советник?»— 
Для производства в чин действительного статского советника был установлен срок службы в 10 лет со времени получения предыдущего чина. Впоследствии возможность получения этого чина по выслуге определённого количества лет была упразднена. Основное условие присвоения чина формулировалось следующим образом:

Для производства в чины выше статского советника (V кл.) никакого срока не полагается, и пожалование в оные зависит единственно от Высочайшего соизволения.— 
Чин действительного статского советника упразднён Советом народных комиссаров 23 ноября 1917 года по Декрету об уничтожении сословий и гражданских чинов.

## В русской художественной литературе
- Действительный статский советник Иван Ильич Пралинский (Ф. М. Достоевский, рассказ «Скверный анекдот»).
- Действительный статский советник Иван Захарович Сторешников (Н. Г. Чернышевский, роман «Что делать?»).
- Действительный статский советник в отставке Пётр Николаевич Сорин (А. П. Чехов, пьеса «Чайка»).
- Действительный статский советник Андрей Степанович Пересолин (А. П. Чехов, рассказ «Винт»).
- Действительный статский советник Михаил Васильевич Иконин (Л. А. Чарская)
- Действительный статский советник Иван Францевич Бриллинг (Б. Акунин, роман «Азазель»)
- Действительный статский советник Эраст Фандорин (Б. Акунин, роман «Чёрный город»).